# Roy Abernethy
Roy Abernethy (29 de septiembre de 1906 - 28 de febrero de 1977) fue un ejecutivo de la industria del automóvil estadounidense, que ocupó el puesto de director ejecutivo de la compañía American Motors Corporation (AMC) desde febrero de 1962 hasta enero de 1967. Antes de su mandato en AMC, había trabajado en Packard Motors y en Willys-Overland. Reemplazó a George Romney, quien renunció a AMC para convertirse en gobernador de Míchigan.

## Primeros años
Roy Abernethy nació en Monterey (Pensilvania) y su primer trabajo fue cuidar las mulas utilizadas en una mina de carbón. Se mudó a Pittsburgh para convertirse en aprendiz de mecánico de automóvil, mientras tomaba clases nocturnas de ingeniería en el Instituto Carnegie de Tecnología. Comenzó su carrera en la industria automotriz en 1926 como aprendiz de mecánico en la fábrica de automóviles de lujo Packard, ganando 18 centavos a la hora. Posteriormente ascendió y se estableció con éxito en el negocio de la venta de automóviles, alcanzando en un solo año un millón de dólares en ventas de vehículos Packard desde su concesionario de Hartford. Abernethy también ocupó el cargo de vicepresidente de ventas en Willys-Overland Motors.

## Cambios en AMC

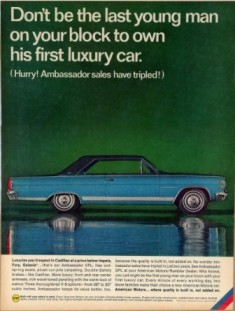
Un anuncio de revista de 1966. "Lujos que esperarías en un Cadillac a un precio inferior al de un Impala, un Fury, un Galaxie..."

American Motors se formó a partir de la fusión de Nash Motors y de la Hudson Motor Car Company, y contrató a Abernethy en 1954. Durante los años de formación de AMC, la empresa debió solventar numerosos problemas relacionados con los costos y las ventas. Abernethy se convirtió en vicepresidente de ventas y se concentró en construir la red de ventas y distribución de AMC. Reconoció que la promoción y la publicidad son inútiles sin una sólida organización de distribuidores, por lo que su primera tarea fue convertir a todos los antiguos distribuidores de Hudson y Nash en distribuidores de AMC. Luego mantuvo a muchos de estos concesionarios aliados con AMC, ayudando así a mantener a flote la corporación, hasta que AMC encontró su nicho de automóviles compactos bajo el liderazgo de Romney, de quien se sabía que había estado volando 50 000 millas (80 500 km) al año para hacer que AMC fuera sinónimo de automóvil compacto. Abernethy logró éxitos de ventas para la empresa y, en 1962, Rambler era el número tres en la lista de ventas entre todas las marcas de automóviles comercializados en los Estados Unidos.
El "rígidamente conservador" Romney renunció a la dirección de AMC en febrero de 1962, para ser elegido gobernador de Míchigan. El 12 de febrero de 1962, el consejo de administración de AMC designó a Abernethy, de 56 años, para reemplazar a Romney. Esta fue la primera vez que la empresa separó el cargo de presidente operativo del cargo de presidente ejecutivo. Abernethy pasó a ser responsable de las operaciones diarias, mientras que Richard E. Cross, asesor legal y nuevo presidente del fabricante de automóviles, pasó a llamarse director ejecutivo de AMC.
Ambos tomaron el mando de una empresa financieramente fuerte (cuyo fondo de maniobra aumentó de un mínimo de 46 millones de dólares en 1957 a 103 millones, habiendo además la empresa eliminado toda la deuda a largo plazo), con ventas que aumentaron de 362 millones (91.469 automóviles) en 1957 a más de 1.000 millones (422.273 unidades totales) en 1960. Abernethy predijo que se entregarían un total de 450.000 Rambler para el año 1962, a pesar de la creciente competencia de los nuevos compactos de fabricación nacional ofrecidos por los "Tres Grandes de Detroit". Sin embargo, se dice que a Abernethy "más o menos le dieron un ancla, y le dijeron que nadara" después de hacerse cargo del fabricante de automóviles de manos de Romney. Abernethy "podía carecer de algo de la elocuencia de su predecesor, George Romney, quien revivió la compañía a finales de la década de 1950, pero lo compensaba con el volumen de su voz". Una de las primeras tareas del pequeño fabricante de automóviles fue hacer que su capital trabajara para enfrentarse más de cara a la competencia con los gigantes automotrices.
Abernethy continuó con la prohibición de Romney de participar en las carreras automovilísticas, que había sido instituida por la Automobile Manufacturers Association (AMA) en 1957. Hizo que AMC observara tanto la letra como el espíritu de la resolución de la AMA, y estaba en contra de una renovación de la carrera de la industria automotriz por ofrecer cada vez motores más potentes, así como el patrocinio corporativo de actividades que exaltaban la velocidad y el rendimiento. La cuota de mercado de AMC alcanzó niveles récord en 1964, colocando a la marca Rambler en el tercer lugar en la carrera de ventas nacionales. Al mismo tiempo, AMC rechazó públicamente cualquier interés en la competición automovilística. La publicidad corporativa respondió a la pregunta de: "¿Por qué no inscribimos a los Rambler V-8 de alto rendimiento en las carreras?", señalando que "Porque la única raza que le importa a Rambler es la raza humana" (un juego de palabras con el término inglés race, que significa tanto "carrera" como "raza"). El "fervor mesiánico con el que tanto el ex presidente de AMC, George Romney, como su sucesor, Roy Abernethy, difundieron el mensaje del automovilismo como una actividad del día adía" ayudó a solidificar la imagen del "conductor de Rambler", un segmento de mercado que encontraba "repugnante cualquier forma de promover los vehículos de alto rendimiento". Sin embargo, a mediados de 1963, AMC anunció una nueva opción de motor V8 de 287 plg³ (4,7 L) para los modelos Rambler Classic (que anteriormente solo estaban disponibles con motores I6, estando los V8 reservados para la lujosa línea Ambassador), e hizo un intento parcial de aprovechar el rápido crecimiento de la imagen de un automóvil potente y de alto rendimiento al presentar el deportivo Rambler Marlin a mediados del año modelo de 1965. El modelo fastback de tamaño mediano hizo que el público "fuera consciente de los cambios en el estilo de Rambler, y la reacción fue favorable".
Sin embargo, Abernethy pasó a ser conocido por revertir los planes de Romney para AMC que implicaban la máxima compatibilidad de las piezas entre todas las líneas de vehículos de la compañía. Abernethy era un hombretón de gran altura y corpulencia (pesaba 237 libras (108 kg) y fumaba diez puros al día) y tenía grandes ideas para la compañía. Estaba convencido de que, con la publicidad adecuada, AMC podría enfrentarse a los "Tres grandes" cara a cara (Ford, Chevy y Plymouth, los tres modelos grandes de bajo precio: Chevy presentó el Caprice, Ford el LTD y Plymouth el Fury VIP), si la empresa se deshacía de su reputación de fabricar "coches económicos". A diferencia de Romney, que solo pensaba en los compactos, como nuevo jefe del fabricante de automóviles, "Abernethy se centró en incrementar el volumen de producción de la empresa, y decidió que esto significaba que AMC debería competir cara a cara con Ford, Chevy y Plymouth".
Afirmó repetidamente que el "principal problema de AMC era la falta de puesta al día de su imagen: el hecho de que demasiada gente todavía pensaba en American Motors como el fabricante de los compactos sencillos". También comenzó a promocionar el modelo Ambassador hacia un nivel superior para competir con los coches de tamaño completo de otros fabricantes. Además, los modelos más grandes solían generar mayores ganancias. Ofrecer modelos más grandes, y a menudo más prestigiosos aprovechando su "efecto halo", también podía ayudar a que los modelos más pequeños de la firma se percibieran como más atractivos por los consumidores. Por lo tanto, como parte de esta visión, Abernethy puso en marcha una nueva versión total de la identidad corporativa de AMC y su mezcla de mercadotecnia, que separaría netamente la imagen de sus líneas de automóviles más grandes, de la imagen de los compactos de su marca Rambler, percibida como "negativa".
Los primeros modelos de acuerdo con la estrategia corporativa de Abernethy "en la carrera más dura del mundo de los negocios: la difícil competencia contra los tres grandes fabricantes de automóviles [de Detroit]" fueron los vehículos presentados para el año modelo de 1965. Fueron llamados los "Sensible Spectaculars", y el nuevo Ambassador se anunció como "un horizonte completamente nuevo en tamaño, estilo y rendimiento asombroso" para 1965. Los modelos de 1965 fueron un cambio de imagen importante con la introducción de una plataforma completamente nueva que se acababa de presentar en 1963. Los nuevos automóviles de American Motors incluían el Ambassador alargado y más lujoso, así como nuevos convertibles para los modelos grandes. Se hizo hincapié en el nuevo estilo, los motores más potentes y en las numerosas opciones de confort y tipo deportivo. Abernethy incluso cambió la agencia de publicidad del fabricante de automóviles para promover "una mejor imagen propia de coches deportivos y de lujo". Sin embargo, tuvo sus críticos, quienes sostuvieron que AMC "alcanzó su gran éxito cuando estaba haciendo lo que los Tres Grandes no estaban haciendo".
Al principio, el cambio de estrategia parecía estar funcionando, porque las ventas de los Ambassador rediseñados de 1965 y 1966 mejoraron, incluso cuando la producción general de AMC disminuyó desde el nivel récord alcanzado en 1963. Sin embargo, las ganancias corporativas fueron de apenas 27 centavos por acción, el más bajo desde que AMC hizo su famoso regreso a los coches compactos en 1958. Los inversores recibieron un aviso sobre la cambiante fortuna del fabricante de automóviles cuando el informe financiero anual de la compañía de 1966 se entregó en un envoltorio marrón liso, en lugar de la cubierta brillante del año anterior.
También se programó un diseño completamente nuevo para los modelos más grandes de 1967. Esta estrategia agregó 60 millones de dólares en costos de reequipamiento, lo que supuso un esfuerzo financiero importante para la empresa. El objetivo era posicionar los diseños de los AMC Rebel y Ambassador de 1967 en igualdad de condiciones con los modelos del mismo segmento comercializados por las tres grandes marcas (Ford, Chevy y Plymouth). Los nuevos modelos de 1967 también venían con el motor AMC V8 "GEN-2" completamente modernizado. AMC también introdujo una garantía revolucionaria: el motor y la transmisión estaban cubiertos por cinco años o 50 000 millas (80 500 km). Los medios de comunicación recibieron positivamente los nuevos modelos, y expertos como Tom McCahill elogiaron mucho el rendimiento y la comodidad de conducción de la nueva gama.

## Resultados
La evidencia sugiere que Abernethy estaba haciendo lo correcto al disponer que los Ambassador fueran más exclusivos con los nuevos modelos, que combinaban un empaque lujoso y un tamaño razonable; las ventas saltaron de 18.647 unidades en 1964 a más de 64.000 en 1965. Y en 1966 pasaron a más de 71.000.
Sin embargo, hubo serios problemas. Los costos de desarrollar los nuevos automóviles y motores significaban que los gerentes ahora tenían problemas para asegurar el fondo de maniobra necesario para mantener la empresa en marcha. Las ventas de automóviles de American Motors cayeron un veinte por ciento en la primera mitad de 1966 y la empresa informó una pérdida fiscal de seis meses de 4,2 millones sobre unas ventas totales de 479 millones de dólares. La situación era tan mala que Robert B. Evans invirtió más de 2 millones aprovechando que las acciones de la compañía se vendían por tan solo el 60 por ciento de su valor como patrimonio neto empresarial. De esta forma se convirtió en el mayor accionista y fue nombrado su presidente.
Abernethy estaba gastando tanto dinero que era difícil para la empresa obtener ganancias incluso con el salto en las ventas en 1965 y 1966, y los insistentes rumores que circulaban comenzaron a tener un efecto de bola de nieve en la empresa. Con la salud financiera y el futuro de la empresa en duda, incluso una garantía de motor extralarga parecía no ser suficiente para infundir confianza entre los consumidores. Este fue el respaldo más fuerte entre todos los fabricantes de automóviles hasta ese momento y prometía cubrir todo el vehículo durante 2 años o 25 000 millas (40 233,5 km), así como el motor y el tren motriz durante 5 años o 50 000 millas (80 467 km).
Las ventas del último trimestre de AMC que terminaron el 30 de septiembre de 1966 (AMC no estaba todavía en el año fiscal según el calendario) fueron decepcionantes, y registró unas pérdidas en su balance general de 12,64 millones de dólares para el año antes de los créditos fiscales y los impuestos diferidos. Los Ambassador de 1965 y 1966 representaron una encrucijada en la historia de AMC, en la que algunos historiadores dirían que la compañía tomó el camino equivocado.
La compañía cambió de líderes de la talla de Romney, quien definió el segmento de autos compactos, a un líder como Abernethy, "un súper vendedor simpático que desafortunadamente llegó a la cima cuando el mercado comenzaba a cambiar rápidamente". Descartó la tendencia obvia de la industria hacia modelos enfocados a los usuarios más jóvenes. Incluso con la entrada de los Tres Grandes en el nicho de mercado de AMC, Abernethy insistió en que la revolución de los coches compactos no había terminado y predijo que el fabricante de automóviles vendería 550.000 unidades en 1964 y que el mercado total aumentaría de 2,6 a 3 millones de compactos. Sin embargo, Abernethy supuso que los clientes necesitaban más opciones entre las disponibles de los Tres Grandes con sus nuevos modelos en el mercado de los coches compactos. Pero American Motors no disponía de grandes recursos ni poder de influir significativamente en el mercado.
La compañía Kaiser-Frazer también había intentado sin éxito desafiar a los Tres Grandes líderes del mercado en sus segmentos de productos existentes. En 1965, la familia Kaiser decidió vender sus activos en Jeep y le encargó a Stephen Girard que encontrara un comprador. Era amigo de Roy D. Chapin, Jr. y presionó al presidente de AMC para que comprara el negocio de vehículos utilitarios ligeros. Un preacuerdo con Girard se vino abajo cuando Henry Kaiser exigió un precio más alto y Abernethy se negó a aceptarlo.
En los cinco años del mandato de Abernethy como presidente, la empresa pasó de ser una empresa rentable a ser una empresa deficitaria. Abernethy se vio obligado a "abandonar el equipo de administración" al aceptar una "jubilación anticipada" que le ofreció la compañía el 9 de enero de 1967. Con él se fue Evans, quien fue reemplazado como presidente por William V. Luneburg, vicepresidente de operaciones automotrices del grupo AMC. Abernethy permaneció durante un tiempo en el directorio de la empresa después de su renuncia como presidente, y renunció al mismo tiempo como presidente de la Asociación de Fabricantes de Automóviles.
Después de la partida de Abernethy, el nuevo equipo directivo de AMC decidió participar en los deportes del motor para ganar visibilidad, publicidad y desarrollar una imagen de vehículos de "alto rendimiento". El fabricante de automóviles se unió a la filosofía de "Corre el domingo, vende el lunes" de los Tres Grandes nacionales. Se estableció un nuevo puesto, Director de Actividades de Competición, con Carl Chamakian, para que los automóviles de AMC participasen en las carreras con el fin de atraer a una base de clientes más joven durante el apogeo de la era de los muscle cars.

## Legado
Abernethy tuvo dos hijos: su hijo Lee Roy Abernethy (retirado como vicepresidente senior de The Bank of New York Mellon, fue consultor de Banco de Taiwán) y su hija Phyliss Abernethy Hendry.
Murió en Júpiter, Florida, donde pasó la década después de dejar AMC. Fue recordado como jefe del fabricante de automóviles "en los tormentosos años 60 posteriores a Romney" y como "grande, gregario... primero, último y siempre un vendedor". Abernethy también "tenía la reputación de moderar su inmenso impulso personal con consideración por los demás, y parecía crecerse ante los retos difíciles".

## Reconocimientos
- En 1971, Abernethy recibió la mención de "Servicio Distinguido" de  Automotive Hall of Fame. Fue reconocido por su trabajo en Packard y Willys-Overland, así como por sus "valiosas cualidades que lo llevaron a la alta dirección y liderazgo en American Motors Corporation".[36]